# Cantone di Aurignac
Il Cantone di Aurignac era una divisione amministrativa dell'Arrondissement di Saint-Gaudens.
A seguito della riforma approvata con decreto del 13 febbraio 2014, che ha avuto attuazione dopo le elezioni dipartimentali del 2015, è stato soppresso.

## Composizione
Comprendeva 19 comuni:
- Alan
- Aulon
- Aurignac
- Bachas
- Benque
- Boussan
- Bouzin
- Cassagnabère-Tournas
- Cazeneuve-Montaut
- Eoux
- Esparron
- Latoue
- Montoulieu-Saint-Bernard
- Peyrissas
- Peyrouzet
- Saint-André
- Saint-Élix-Séglan
- Samouillan
- Terrebasse